# Irene Winter
Irene Winter (ur. w 1906) – australijska lekkoatletka, skoczkini wzwyż.
Srebrna medalistka mistrzostw Australazji (1932) z wynikiem 1,42.
Skok wzwyż uprawiała także jej siotra – Rosa. Ich kuzyn – Nick Winter był mistrzem olimpijskim w trójskoku.